# This House Is Not for Sale – Live from the London Palladium
Albums de Bon Jovi
This House Is Not For Sale
(2016)
This House Is Not for Sale-Live from the London Palladium est le troisième album live du groupe de rock américain Bon Jovi. Il a été mis en vente le 16 décembre 2016 par Island Records. L'album contient des versions live de 15 des 19 chansons du treizième album studio de Bon Jovi, This House Is Not For Sale, et a été enregistré au London Palladium à Londres, le 10 octobre 2016.

## Track listing
| 1.    | This House Is Not for Sale | - Jon Bon Jovi - John Shanks - Billy Falcon  | 6:36 |
| 2.    | Living With the Ghost      | - Bon Jovi                                   | 5:05 |
| 3.    | Knockout                   | - Bon Jovi - Shanks                          | 3:38 |
| 4.    | Labor of Love              | - Bon Jovi - Shanks - Falcon                 | 5:51 |
| 5.    | Born Again Tomorrow        | - Bon Jovi - Shanks - Falcon                 | 4:07 |
| 6.    | Roller Coaster             | - Bon Jovi - Chris DeStefano - Ashley Gorley | 3:44 |
| 7.    | New Year's Day             | - Bon Jovi - Falcon                          | 4:32 |
| 8.    | The Devil's in the Temple  | - Bon Jovi - Falcon                          | 3:22 |
| 9.    | Scars on This Guitar       | - Bon Jovi - Brett James - Falcon            | 5:31 |
| 10.   | God Bless This Mess        | - Bon Jovi                                   | 3:18 |
| 11.   | Reunion                    | - Bon Jovi                                   | 4:15 |
| 12.   | Real Love                  | - Bon Jovi - Falcon                          | 4:43 |
| 13.   | All Hail the King          | - Bon Jovi - DeStefano - Gorley              | 6:08 |
| 14.   | We Don't Run               | - Bon Jovi - Shanks                          | 4:01 |
| 15.   | Come On Up to Our House    | - Bon Jovi - Shanks                          | 5:38 |
| 70:36 |                            |                                              |      |

## Personnel
- Jon Bon Jovi - chant
- Phil X - guitare solo, chœurs, pedal steel guitar
- Hugh McDonald – basse, chœurs
- Tico Torres - batterie, percussions
- David Bryan - claviers, piano, chœurs

Personnel additionnel
- John Shanks - guitare rythmique, chœurs
- Everett Bradley - percussions, chœurs